# Need for Speed: Porsche Unleashed
Need for Speed: Porsche Unleashed (título para Estados Unidos), Need for Speed: Porsche (título para Alemania e Hispanoamérica) o Need for Speed: Porsche 2000 (título para Europa) es la quinta entrega de la serie de videojuegos Need for Speed. Es un juego bastante más detallado que los anteriores, con más modos de juego y más avanzado en gráficas. Como indica el nombre, esta versión es diferente de las previas porque incluye solo Porsches; el juego viene con amplia información sobre estos coches. Los coches se conducen de manera más realista que en los títulos anteriores y con unos gráficos mucho más avanzados. El jugador tiene que ganar carreras para desbloquear coches en orden cronológico, desde el año 1950 al 2000.

## Modos de juego
Need for Speed: Porsche Unleashed le da al jugador la oportunidad de correr coches Porsche a lo largo de una serie de pistas localizadas en Europa, Japón y los Estados Unidos de América. Los coches fueron estudiados en detalle en términos de mecánicas de conducción con el fin de crear una simulación realista. La premisa del juego sigue siendo en gran parte la misma en comparación con los juegos anteriores en la serie: conducir y competir con coches deportivos. Sin embargo, el juego solo ofrece Porsches. El manejo de los coches fue mejorado, y el jugador puede personalizar sus coches eligiendo de un catálogo diferentes partes oficiales de Porsche. Aunque el juego mantiene las persecuciones policiales de Hot Pursuit y High Stakes, la característica es relativamente menor y solo se ve en dos modos: el  Chase Mode y el Evolution Mode.
En términos de concepto de juego, Porsche Unleashed es a menudo aclamado por el esfuerzo inusual de centrarse en una sola marca de automóvil, lo que permite una mayor profundidad y hace al juego una especie de plataforma de información sobre la marca. Además de la gran cantidad de coches y repuestos, el juego también cuenta con muchos videos históricos y fotos de vehículos Porsche, así como información escrita.
Las modalidades de juego disponibles son:
- Carrera simple: es una carrera en un circuito cerrado.
- Pantalla dividida: (solo para PlayStation 1): permite que hasta cuatro jugadores puedan jugar en una misma consola.
- Evolución: consiste en un viaje a través del tiempo. Comienza desde los Porsches de 1950, y termina en los del año 2000.
- En línea (solo para PC): permite jugar en línea con otros jugadores mediante Internet, LAN o P2P (peer-to-peer).
- Factory Driver: este es el modo más llamativo, en el cual el jugador debe probar Porsches en distintos circuitos. Muchas de estas pruebas son consideradas muy complicadas[cita requerida]. De esta manera se pueden desbloquear vehículos. También es posible reparar el motor y probar autos antes de adquirirlos, aunque solo en la versión de PC.

## Circuitos
Los circuitos disponibles y desbloqueables (en PC) son:

### Disponible en la Era Clásica
- Cote'D'Azur
- Normandie
- Pyrenees.
- Montecarlo 3

### Desbloqueado en la Era Dorada
- Corsica
- Schwarzwald
- Zone Industriale
- Montecarlo 1
- Montecarlo 2

### Desbloqueado en la Era Moderna
- Alpes
- Auergne
- Montecarlo 4
- Montecarlo 5

## Vehículos
Los vehículos presentes en este juego son los siguientes modelos de Porsche:
- 356
- 911 (incluido el 930)
- 964
- 993
- 996
- 914/4
- 944
- 959 (modelo de 1987, descarga para PC)
- 928 (modelo de 1995, version Gts, descarga para PC)
- Boxster (tipo 986)
- Cayenne Turbo (2002, solo en la versión Top Speed para PC)

### Version de carreras
- 550 A Spyder (1956)
- 935/78 Coupe «Moby Dick» (1978).
- 917K (1970, desbloqueable en el modo Factory Driver)
- 911 GT1 Race Version (1998)
- 911 GT2 Race Version (1997, descarga para PC)
- 911 GT3 Cup (1998, descarga para PC)

## Contrincantes
Los contrincantes varían de acuerdo al modo de juego, y varían en sus habilidades específicas de manejo, en el modo evolución tenemos:
- Dylan
- Parise
- Steele
- Winghout
- Slash
- Amazon
- Black

## Need for Speed: Top Speed
Una conversión adicional solo en línea de Porsche Unleashed, apodada Need for Speed: Top Speed, fue lanzada en respuesta tanto al lanzamiento de la película de IMAX de MacGillivray Freeman de 2002, Top Speed y el Porsche Cayenne. El juego presenta tres pistas existentes de Porsche Unleashed y tres vehículos Porsche: el 911 (996) Turbo, el 959 y el Cayenne Turbo.
El acceso a Need for Speed: Top Speed se incluyó junto con la versión para PC de  Need for Speed: Hot Pursuit 2.

## 40 Jahre 911 Bundle

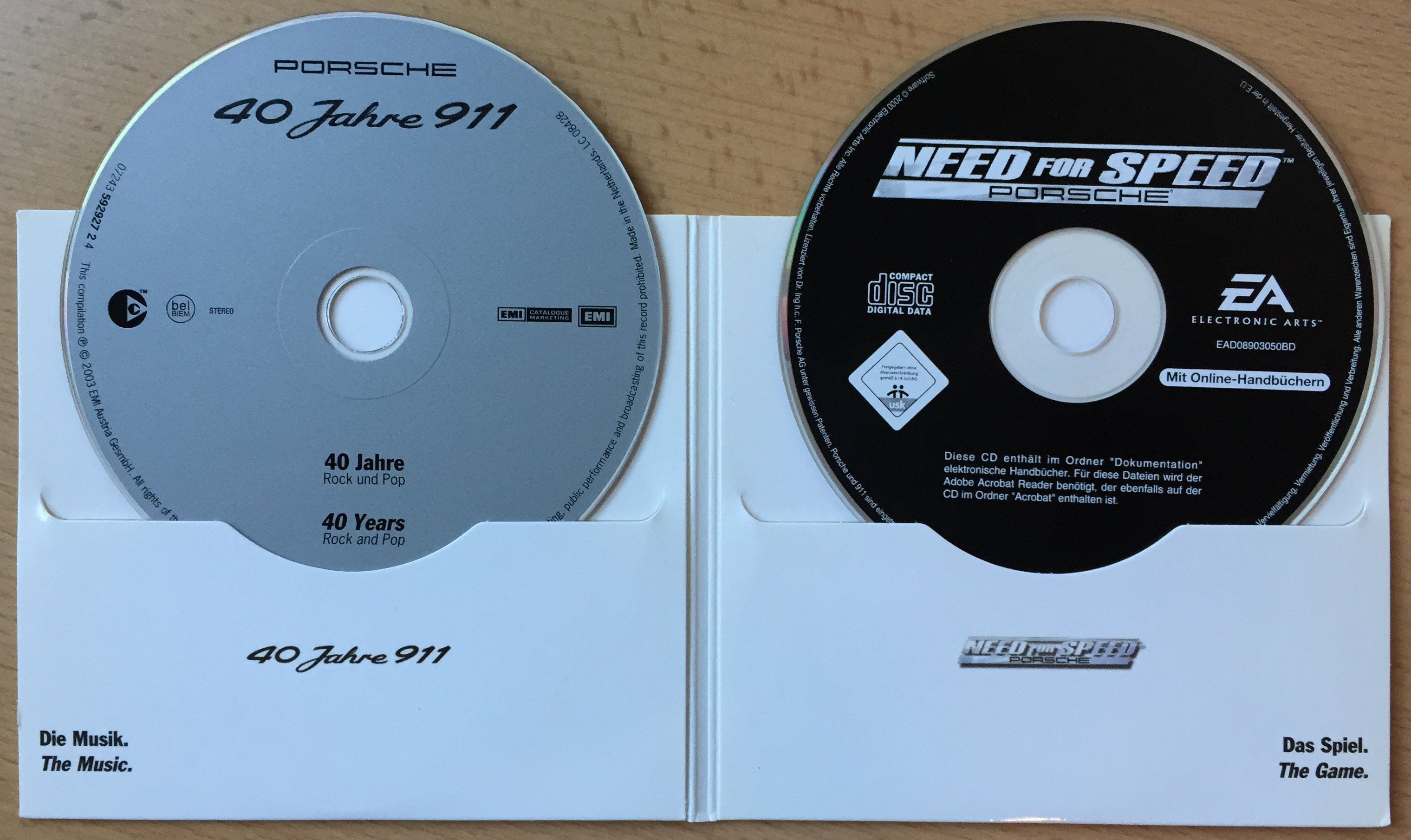
El CD del juego 40 Jahre 911 Bundle junto con un CD normal.

El 40 Jahre 911 Bundle se lanzó el 13 de noviembre de 2003 y solo estaba disponible en Alemania. Fue una edición especial del 40 aniversario del Porsche 911.
La caja del CD está empaquetada en una caja de metal única con el juego en sí parcheado a la versión 3.4. También se incluye la banda sonora oficial del juego, aunque no se incluyeron características adicionales del juego.